# Чердынский Успенский монастырь
Че́рдынский Успе́нский монасты́рь (Че́рдынский Успе́нский де́вичий монасты́рь) — женский монастырь в городе Чердынь, ныне Пермский край, Россия.

## Описание
Монастырь был небольшой, не имел пашенной земли. На небольшом расстоянии от земляного вала Чердынского кремля (Троицкое городище) в основании соседнего островного мыса. Храм имел квадратные очертания, к северу — кельи, к западу — вытянутые в ону линию дома посада.

## История
Возник в конце XVI- начале XVII вв. В переписи И. И. Яхонтова 1579 не назван, а М. Ф. Кайсарова 1623 уже упоминается. Упразднён в 1764, монахини переведены в Уфу. Церковь сохранилась как приходская и к 1784 перестроена в камне с одной главой. Она пострадала от большого пожара 2 июня 1792, но к ней были приписаны прихожане сгоревшей Никольской церкви. В 1793 Успенскую церковь приписывают к Воскресенскому собору. В эти годы с северной стороны от церкви выстраивают взамен сгоревшей деревянной часовни каменную часовню часовню во имя Нерукотворного Образа Христа. Располагалась часовня на могиле чердынцев, павших 6 января 1547 за свой город в бою с татарами на дальних подступах — в Кондратьевой слободе на Вишере.

## Известные настоятели (годы упоминания)
- Евфросиния (1623)